# Течение Кромвелла
Тече́ние Кро́мвелла — экваториальное подповерхностное противотечение в Тихом океане.
Протекает под Южно-Пассатным течением от 154°—150° западной долготы до района Галапагосских островов. Протяжённость около 15 000 км.
Скорость течения до 5-6 км/ч. Ширина течения Кромвелла составляет около 300 км. Объёмный расход воды 30 миллионов м³
Течение было открыто в 1952 экспедицией США под руководством океанографа Таунсенда Кромвелла, по имени которого и было названо.